# Dominique Fernandez
Dominique Fernandez (Neuilly sur Seine, 1929) es un escritor francés, miembro de la Academia francesa desde 2007.

## Biografía
Hijo de Ramón Fernández, diplomático y crítico literario de origen mexicano, que colaboró con los nazis a través del Partido Popular Francés. Dominique Fernandez obtiene la agregación de italiano en 1955.
Recibe el premio Médicis en 1974 por su novela Porporino ou les Mystères de Naples, sobre la vida de un castrato. En 1982, Dans la main de l'ange ("en la mano del ángel"), inspirado en la vida de Pier Paolo Pasolini, recibe el premio Goncourt.
Habla de la homosexualidad en libros como L'Étoile rose ("La estrella rosa", 1978) o Le Rapt de Ganymède (1989). Defiende la ley de unión civil en Francia. En 2007, entra en la Academia francesa. Escribe habitualmente en Le Nouvel Observateur. Ha recibido también el Grand Prix Audiberti, en 1998.
El 22 de mayo de 2019 visitó el Lycée Français de Barcelone para conversar con alumnos.